# Ysa Ferrer
Ysa Ferrer, pseudonimo di Yasmina Abdi (Orano, 4 giugno 1972), è una cantante e attrice francese.

## Discografia

### Album in studio
- 1995 – D'essences naturelles
- 1998 – Kamikaze
- 2008 – Imaginaire pur
- 2010 – Ultra Ferrer
- 2014 – Sanguine
- 2019 – XYZ

### Album dal vivo
- 2011 – Ultra Live
- 2015 – Sanguine Live

### Album video
- 2009 – A la nouvelle Eve
- 2011 – Ultra Live
- 2015 – Party intime
- 2015  – Live à la cigale

### Raccolte
- 2008 – The Demobox
- 2012 – Nu intégral

### EP
- 2018 – X
- 2018 – Y
- 2019 – Z

### Singoli
- 1995 – À Coups de Typ-Ex
- 1996 – 109 en 95
- 1996 – Ne me chasse pas
- 1997 – Mes Rêves
- 1998 – Les Yeux dans les Yeux
- 1998 – Tu Sais, I Know
- 1999 – Flash In The Night
- 2000 – Mourir pour elles
- 2003 – Made In Japan
- 2004 – Ederlezi (con Richi M)
- 2008 – To Bi or not To Bi
- 2008 – On Fait l'Amour
- 2009 – Sens interdit
- 2009 – Last Zoom
- 2010 – French Kiss
- 2011 – Hands Up
- 2011 – Je vois
- 2011 – Brille
- 2012 – Pom Pom Girl
- 2014 – Pop
- 2014 – Folle de Vouloir Continuer
- 2015 – God Save The Queen
- 2015 – D’un peu
- 2018 – Née sous X
- 2018 – La moitié de Moi
- 2019 – Follow Me
- 2020 – Je Sortirai Grandie
- 2021 – To The World

## Tournée
- 2008–2009 – Imaginaire Tour
- 2010–2011 – Paradoxal Show / Ultra Tour
- 2015 – Sanguine Live
- 2015 – Party Intime

## Filmografia

### Cinema
- 1992 – Legge 627
- 2007 – King Size – Sophie

### Televisione
- 1993–1994 – Seconde B – Nadia
- 1994 – Fruits et légumes – Zouzou
- 1996 – Eurotrash – cameo
- 2008 – On m'a volé mon adolescence – Aline

### Doppiatrice
- 2000 – Streghe – Brooke (Elisabeth Harnois)
- 2007–2010 – Chuck – Anna Wu (Julia Ling)
- 2009–2010 – Skins – Karen Mclair (Klariza Clayton)
- 2009 – Dragonball Evolution – Chi Chi (Jamie Chung)
- 2012 – L'uomo con i pugni di ferro – Lady Silk (Jamie Chung)

## Teatrografia
- 2017 – On fait l’amour comme on tue – Jessica